# لولا گلودینی
لولا گلودینی (انگلیسی: Lola Glaudini؛ زادهٔ ۲۴ نوامبر ۱۹۷۱) یک هنرپیشه اهل ایالات متحده آمریکا است.
از فیلم‌ها یا برنامه‌های تلویزیونی که وی در آن نقش داشته است می‌توان به آن لحظه مزخرف، شکست‌ناپذیر و جک به قایق‌رانی می‌رود اشاره کرد.